# Provincia 2 della Chiesa episcopale degli Stati Uniti d'America

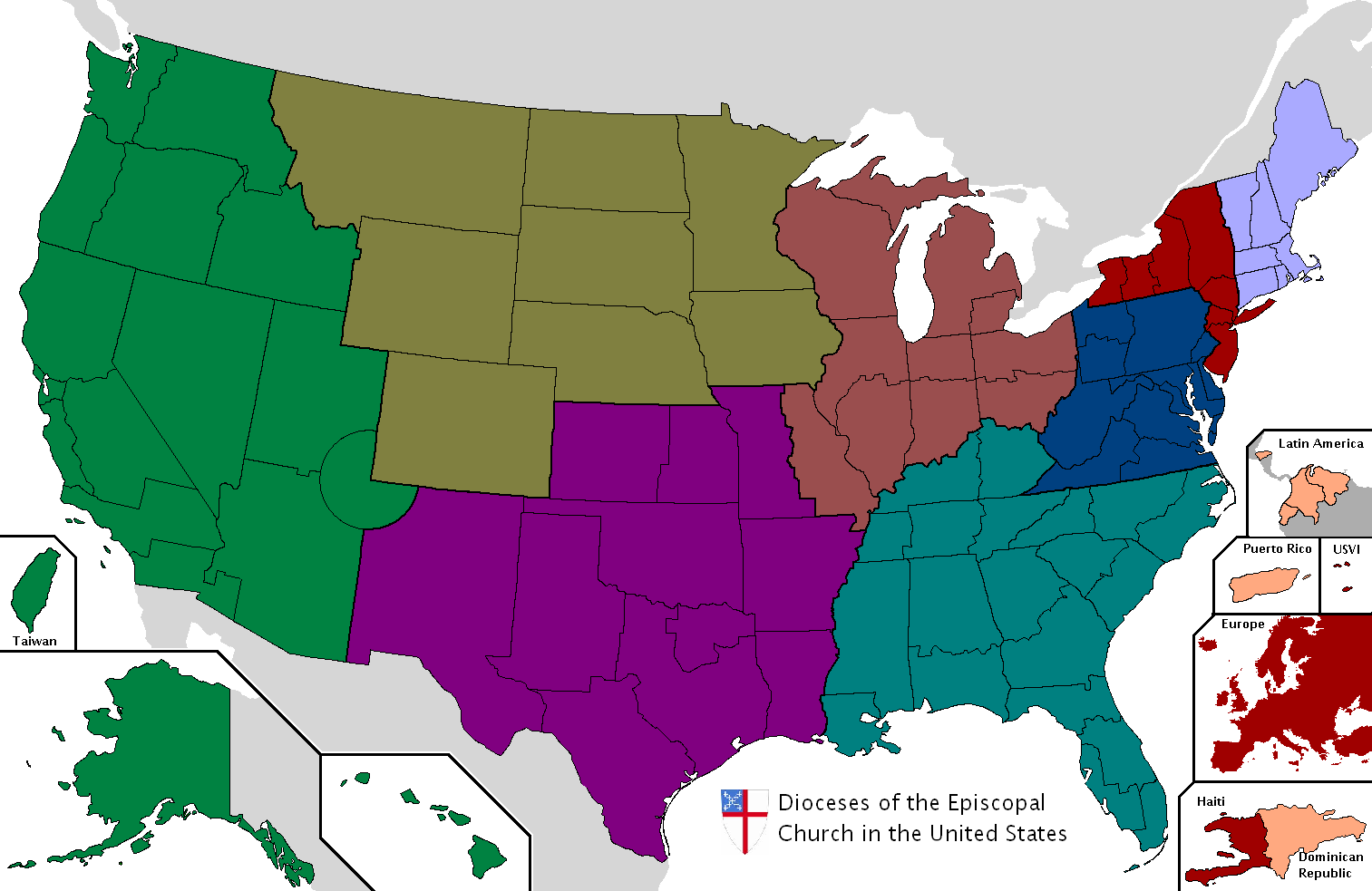
     Provincia II della Chiesa episcopale
La Provincia 2 (II) è una delle nove province ecclesiastiche che costituiscono la Chiesa episcopale degli Stati Uniti d'America. È composta da sei diocesi dello Stato di New York, due diocesi dello Stato del New Jersey, la diocesi della Repubblica di Haiti, la diocesi delle Isole Vergini (incluse sia le Isole Vergini britanniche sia le Isole Vergini Americane) e la Convocazione delle Chiese episcopali in Europa.
Il più recente sinodo della Provincia II ha avuto luogo il 7 - 8 maggio 2009 ad Albany.

## Diocesi della Provincia II
- Diocesi di Albany
- Diocesi di New York centrale
- Diocesi di Haiti
- Diocesi di Long Island
- Diocesi del New Jersey
- Diocesi di New York
- Diocesi di Newark
- Diocesi di Rochester
- Diocesi delle Isole Vergini
- Diocesi di New York occidentale

## Altre giurisdizioni della Provincia II
- Convocazione delle Chiese episcopali in Europa